# Kermit Love
Kermit Love (Spring Lake (Nueva Jersey), 5 de agosto de 1916 - Poughkeepsie, Estado de Nueva York, 21 de junio de 2008) fue un diseñador de muñecos estadounidense conocido por sus diseños dentro de la factoría de Jim Henson, entre los que destacan las colaboraciones en la serie de The Muppets, Calle Sésamo, la Gallina Caponata, Espinete, el Monstruo de las Galletas y Kermit the Frog (llamada Kermit mucho antes de la incorporación de Kermit Love, es simplemente una coincidencia).

## Inicios
Su carrera se inicia en Broadway en la década de los 30 como diseñador de vestuario y en la década de los 60 comienza a destacar dentro del mundo teatral. En 1965 crea una marioneta de 8 metros y medio junto a George Balanchine para la obra Don Quixote.

## Creaciones
A comienzos de la década de los 60 comienza sus primeros contactos con Jim Henson gracias a Don Sahlin. Sus tres primera colaboraciones fueron en The LaChoy Dragon.
En 1969 participaría en la creación de su personaje más famoso en todo el mundo: Big Bird (llamado Abelardo, Paco Pico, gallina Caponata en traducciones al español, aunque hay que diferenciarlo de otros personajes también llamados Abelardo y Caponata que aparecían en secuencias originalmente rodadas en español). Su función en este personaje fue la de añadir al traje las características plumas que le daban al traje un aspecto mucho más natural.
Además de su trabajo en Sesame Street, seguía trabajando como diseñador, creando y construyendo marionetas para otras empresas. Así crea las marionetas para la obra The Great Space Coaster
Otros proyectos suyos fueron el oso Mimosín (Snuggle bear) para Unilever o Espinete.

## Vida personal
Fue criado por su abuela y bisabuela, tras la muerte de su madre cuando tenía tres años. Sus padres eran Ernest y Alice.
Aunque era americano, a menudo hablaba con un acento inglés. Su residencia estaba en Stanfordville, Nueva York.
Falleció el 21 de junio de 2008 de fallo cardíaco y neumonía en Poughkeepsie, Nueva York. Su pareja durante cincuenta años fue Christopher Lyall.
- Datos: Q2276754